# Zimatla
Zimatla är en ort i Mexiko.   Den ligger i kommunen Ixhuatlán de Madero och delstaten Veracruz, i den sydöstra delen av landet, 180 km nordost om huvudstaden Mexico City. Zimatla ligger 319 meter över havet och antalet invånare är 242.
Terrängen runt Zimatla är huvudsakligen kuperad, men den allra närmaste omgivningen är platt. Runt Zimatla är det ganska tätbefolkat, med 75 invånare per kvadratkilometer. Närmaste större samhälle är Tlachichilco, 17,7 km väster om Zimatla. I omgivningarna runt Zimatla växer huvudsakligen savannskog.